# Abgrallaspis corporifusca
Abgrallaspis corporifusca är en insektsart som beskrevs av Chiesa Molinari 1963. Abgrallaspis corporifusca ingår i släktet Abgrallaspis och familjen pansarsköldlöss. Inga underarter finns listade i Catalogue of Life.